# فلایپین (آرکانزاس)
فلایپین (آرکانزاس) (به انگلیسی: Flippin, Arkansas) یک شهر در ایالات متحده آمریکا با جمعیت ۱٬۳۵۷ نفر است که در آرکانزاس واقع شده‌است.

## موقعیت جغرافیایی
موقعیت جغرافیایی شهرها و مناطق اطراف به شرح زیر است: